# Katherine Torrance
Katherine Torrance (Londres, 10 de octubre de 1998) es una deportista británica que compite en saltos de trampolín.
En los Juegos Europeos de 2015 obtuvo una medalla de oro en la prueba de trampolín 3 m. Ganó una medalla de bronce en el Campeonato Europeo de Saltos de 2019, en el equipo mixto.
Participó en los Juegos Olímpicos de Tokio 2020, ocupando el sexto lugar en la prueba de trampolín sincronizado.

## Palmarés internacional
| Juegos Europeos    | Juegos Europeos   | Juegos Europeos   | Juegos Europeos |
| Año                | Lugar             | Medalla           | Prueba          |
| ------------------ | ----------------- | ----------------- | --------------- |
| 2015               | Bakú (Azerbaiyán) | Medalla de oro    | Trampolín 3 m   |
| Campeonato Europeo |                   |                   |                 |
| Año                | Lugar             | Medalla           | Prueba          |
| 2019               | Kiev (Ucrania)    | Medalla de bronce | Equipo mixto    |